# Carl Bausch
Peter Jacob Carl Bausch (* 11. September 1812 in Herborn; † 11. Juni 1879 ebenda) war ein 
deutscher Gastwirt, Bierbrauer und Mitglied der zweiten Kammer der Landstände des Herzogtums Nassau.

## Leben
Carl Bausch wurde als Sohn des Advokaten Peter Bausch und dessen Ehefrau Anna Maria Kretzer geboren.
Er betrieb in seinem Heimatort ein Bäckerei, die er von seinem Großvater mütterlicherseits übernommen hatte, und eine Gastwirtschaft, die heute noch  als  „Bausch´sche Keller“ im Marienburger Park besteht.
Er führte in Herborn führte er das Exportbier ein, das in seiner modernen Brauerei erzeugt wurde.
Bausch betätigte sich politisch, wurde Mitglied der Nassauischen Fortschrittspartei und hatte von 1864 bis 1866  für den Wahlkreis Herborn II ein Mandat für die zweite Kammer des Landtags des Herzogtums Nassau. Dabei kam er über eine Nachwahl in das Parlament, weil Johannes Knapp seine Wahl nicht angenommen hatte. 